# تروتسکیسم
تروتسکیسم یا تروتئیسم (به انگلیسی: Trotskyism)، برداشتی از نظریه مارکسیسم از دیدگاه لئون تروتسکی است.
شاخه‌ای از مارکسیسم بر مبنای آرای لئون تروتسکی (۱۹۴۰–۱۸۷۹) است. تروتسکی، بجز نظریهٔ «انقلاب پیوسته»، نوآوری خاصی در مارکسیسم ارائه نکرد. نظریهٔ او در باب تفسیر انقلابی از مارکسیسم نیز در اساس همان تفسیر ولادیمیر لنین است. تروتسکیسم با برداشتی که از شرایط انقلابی و رسالت انقلاب بلشویک‌ها داشت در برابر استالینیسم قرار گرفت. تروتسکی بر آن بود که روسیه باید به یک پایگاه انقلاب کمونیستی در جهان تبدیل شود و موج انقلاب از روسیه بی‌امان به سراسر جهان فرا برده شود. اما ژوزف استالین خواستار ساختن «سوسیالیسم در یک کشور» بود و بر آن بود که روسیه باید در مقام یک دژ تسخیر ناپذیر در برابر ضدانقلاب نگهداری شود.
تروتسکیسم پس از مرگ تروتسکی، تنها در یک کشور به صورت یک نیروی سیاسی توانمند درآمد و به حکومت دست یافت. در دیگر کشورها تروتسکیست‌ها به صورت گروه‌های کوچک انقلابی، با کشاکش‌هایی بر سر باورهای فرقه‌ای، باقی مانده‌اند. در سال‌های بعد با افت استالینیسم و کاسته شدن از جاذبهٔ چین و مائوئیسم، تروتسکیسم در میان جوانان انقلابی چپ در جهان از جاذبهٔ بیشتری برخوردار شده‌است.
نظریات تروتسکی در میان برخی نهضت‌های سیاسی جهان مقبولیت خاصی یافته‌است، برای نمونه در ونزوئلا، کمیته ایجاد مارکسیسم بین‌الملل تماس‌هایی با هوگو چاوز رئیس‌جمهور ونزوئلا برقرار نموده‌است. همچنین بسیاری از احزاب تروتسکیسم در کشورهای توسعه‌یافته مانند بریتانیا، فرانسه، آلمان و ایتالیا فعال هستند. با این وجود، به‌طور کلی، نظریات تروتسکی هرگز در جوامع کمونیستی بین‌المللی، مخصوصاً پس از تبعید شدن تروتسکی، مقبولیت پیدا نکرد و بلوک شرق نیز از این مسئله مستثنی نبود. حتی این مسئله پس از سخنرانی پنهانی و به تبع آن زوال استالینیسم و مائوئیسم هم ادامه یافت. امروزه با وجود اینکه نهضت‌های تروتسکیستی در بسیاری از کشورهای جهان فعالیت زیادی دارند، نهضت‌های کمونیستی و مخصوصاً طبقه کارگر، تروتسکیسم را به عنوان یک نهضت مهم که بتوان با آن همراه شد در نظر نمی‌گیرند؛ بنابراین می‌توان گفت: تروتسکیسم همواره در ایجاد یک جنبش اجتماعی عمومی که قادر به براندازی دولت‌های سرمایه‌داری است ناموفق بوده‌است.